# داي الشجاع
داي الشجاع (باليابانية: ドラゴンクエスト ダイの大冒険)، «داي نو داي-بوكين» أو مغامرة داي الكبرى) هي سلسلة مانغا يابانية من 37 مجلدًا من تأليف ريكو سانجو ورسم كوجي إينادا اقتباسا من سلسلة ألعاب الفيديو دراغون كويست.
في الأصل تم إنشاء المانغا كقصة قصيرة ذات فصلين بعنوان «ديروبا!ايرو ايرو».و لكن نجاحها لاحقا قاد إلى المانغا اللاحقة المؤلفة من ثلاث فصول وهي «انفجار داي» ومن ثم إلى نشرها كسلسلة داي نو دايبوكين في مجلة شويشا ويكي شونن جمب.
تطورت المانغا لاحقا إلى سلسلة أنمي وهي الثانية التي تقتبس من عالم دراغون كويست. دراغون كويست: داي نو دايبوكن هي من أفضل مبيعات المانغا من مجلة ويكلي شونن جمب في كل الأوقات بمبيعات وصلت إلى 40 مليون نسخة.

## القصة
تبدأ الأحداث بأن يتذكر طفل صغير إسمه داي قصة أخبره بها جده الذي تبناه وهو ساحر الوحش برأس واحد، تحكي القصة عن هزيمة رئيس الشياطين هيدلر على يدي بطل يدعى آفان. وبهزيمة هيدلر تحررت كل الوحوش من إرادته الشريرة وعاد السلام ليمسك بمقاليد الحكم في العالم لعشر سنوات قادمة. بعض الشياطين والوحوش ذهبت إلى جزيرة ديلمورين لتعيش بسلام. داي بطل المسلسل الصغير هو البشري الوحيد الذي يعيش على الجزيرة. لقد تمت تنشئته من قبل ساحر الوحوش العطوف القلب براس ومعه الوحش جوم، داي كان يحلم دائما بأن يصبح بطلا.
القصة الحقيقية تبدأ حينما يصل شخص مميز إلى الجزيرة لمقابلة داي، وهو آفان، معام أبطال جاء ليدرب داي بناء على طلب ليونا وهي أميرة سبق وأن أنقذها داي. آفان عرض على داي أسبوعا كاملا من التدريب من شأنه أن يصنع منه بطلا. وبعد أن تعلم اثنين فقط من أصل ثلاثة تقنيات من تقنيات السيف من آفان، انقطع تدريبه بسبب هيدلر الذي كان الجميع يعتقدون بأنه ميت. أعلن هيدلر بأنه يعمل الآن لصالح رئيس شياطين أقوى بكثير وهو الذي أعاد إحياء هيدلر، إنه رئيس الشياطين الأعظم فيرن. وبسبب ضعفه لاستخدامه الأسحار لمساعدة داي في تدريباته لم يتمكن آفان من مواجهة هدلر. لذا ومن أجل حماية تلميذه وتدمير هدلر بنفس الوقت، استدعى سحرا يدعى «ميغانتي» (التضحية) وهو يتطلب لتنفيذه استهلاك روح مستدعي هذا السحر. لكن السحر لم يتمكن من تدمير ملك الشياطين كما توقع آفان، ومن ثم هرب داي وبراس وبوب وجوم ليعيلوا أنفسهم. والطريقة الوحيدة لفوزهم هي إيقاظ القوة المخفية داخل داي التي تظهر عندما يبدو على جبهة داي رمز غريب. يقرر داي أن يسافر هو وبوب من أجل هزيمة رئيس الشياطين هيدلر وزعيمه لإعادة السلام للعالم.

## الشخصيات

### تلاميذ آفان
- داي : مؤدي صوته هو توشيكو فوجيتا ـ داي صبي ذو 12 عاما نشأ باعتباره البشري الوحيد على جزيرة ديلمورين. وقد حصل على بعض الشهرة بعد هزيمته لمجموعة من الأبطال المزيفين الذين حاولوا اختطاف جوم. عندما تمت إعادة إحياء ملك الشياطين هدلر أتى آفان ليدربه من أجل أن يكون البطل الجديد.داي يملك القدرة على إظهار قوة مذهلة وتحكم ممتاز بالسحر عندما يظهر رمز التنين على جبهته (لاحقا على جبهته في المانجا). سبب هذه القوة هو أنه ابن فارس التنين باران.نجح داي في تعلم اسلوبي شق الأرض والأمواج مع آفان ولكن توجب عليه أن يدرك أسلوب السماء بنفسه. الملفت أن داي يمكنه أن يدمج أسلحته مع السحر (رادين أو ميرا) لإنتاج تقنيات سيف أقوى بكثير مثل ضربة شق الأرض الملتهبة. ويمكنه أن يفعل نفس الشيء بهالته التنينية، ولكن الأسلحة العادية لا يمكنها تحمل كل هذا الجهد والضغط، كما حدث عندما انكسر السيف السحري للشيطان هيونكل بينما كان داي ينفذ سحرا داعما لضربة الشق الخاصة بأفان. من أجل تنفيذ هذه الضربة حصل داي على السيف المختوم من السياف الأسطوري لون بيرك ليحتمل الضغط.
- بوب : مؤدي صوته كيتشي نانبا ـ هو ابن تاجر الأسلحة جانك، وعمره 15 عاما غادر منزله في قرية لانكاركس وقرر أن يكون تلميذا عند آفان ليصبح ساحرا.وهو متخصص في أسحار اللهب وخصوصا أنواع الميرا (ميرا - ميرامي - ميرازوما) ولكن مع تقدم القصة يتعلم هجومات أخرى قوية مثل بيتان (ضربة الجاذبية الضاغطة) وميدوروا (التي تدمج قوة ميازوما مع ماهيادو) ويمكنه استخدام أنواع سحر ميغانتي وهيادو أيضا.لاحقا في السلسلة يصبح بوب ناسكا وهي واحدة من أعلى رتب السحرة وهم يستطيعون استخدام القوة الهجومية والعلاجية. خلال السلسلة بوب يستخدم الكثير من الأسلحة ولكن لاحقا يحصل على عصى من لون بيرك بنفس قدرة عصى فيرن، بامكانه تحويل طاقة السحر إلى طاقة هجومية، عصى بوب يمكن ان يتحول لاي شكل.
- مام : مؤدية الصوت مينا توميناغا، عمرها ستة عشر عاماً، مام هي ابنة ليورا ولوكا القسيسة والفارس اللذان ساعدا آفان في قتاله ضد هيدلر، مام تدربت على يد آفان وهي محترفة في أختام العلاج (هويمي) ولكنها لم تتمكن من اتقان أية مهارات هجومية. أعطاها آفان سلاحاً سحرياً يمكنه أن يطلق تعويذات سحرية مما ساعدها على تعويض نقص خبرتها في مدارس السحر القتالية الأخرى. عندما تم تدمير السلاح قررت مام الانتقال إلى رتبة أخرى، المحارب، وفي الحال غادرت لتتدرب على يدي بروكينا المعروف بإله الفنون القتالية. وعن طريق بروكينا تعلمت مام إحدى أقوى حركاتها: الضربة المدمرة وهي هجوم يقوم بمحاكاة الاستخدام الزائد عن الحد لسحر الماهويمي مما يؤدي إلى تفتيت جسد الخصم.حصلت مام على درع السلاح المتحول الذي يسمح لها بزيادة القوة التدميرية لتقنياتها.
- هيونكل : مؤدي الصوت هيديوكي هوري، عمره 21 عاماً، والد هيونكل مات في هجوم للوحوش لكن أحد الوحوش أخذه معه ورباه كإبنه. عندما قتل آفان هيدلر ووجد هيونكل أن أباه المتبنى قد قتل حمل هيونكل في نفسه ضغينة على آفان. الذي اعتقد أنه قد قتل أباه.بعد هذا أصبح هيونكل أول تلاميذ آفان، وحاول بعد هذا أن يقتل مدربه بالتقنية التي طورها بنفسه (Bloody Scraid) ولكنه فشل.بعدها أخذه فيرن الأسطوري وقام بتربيته ليكون قائد جيش «انعدام الأخلاق»، أحد الجيوش الرئيسية الستة تحت قيادة فيرن وهيدلر.بعد أن اكتشف أن هيدلر هو الذي قتل أباه وليس آفان قام بالانضمام إلى صف داي. يستخدم هيونكل بالأصل سيفاً شيطانياً سحريا يمكنه التحول إلى درع (آمودو)و لكن داي حطمه أثناء قتاله مع باران، لذلك قام هيونكل باستخدام رمح له نفس الخواص ومن صنع نفس الشخص.يمكن لهيونكل أن يستخدم كل تقنيات آفان الرئيسية بالإضافة إلى (انتزاع الدمى) والتي اقتبسها من فيرن الاسطوري، ونظراً لتغييره سلاحه إلى رمح توجب عليه تعلم تقنيات آفان المبدئية عن الرماح.
- ليونا : مؤدية الصوت آيا هيساكاوا ليونا هي أميرة بابنيكا بعمر 14 عاماً، لقد تم تدريبها لتكون كاهنة وهي خبيرة بشكل جيد بفنون السحر.كادت بلادها أن تتدمر على هيونكل بعد عودة هيدلر، ولكنها سامحته وأصرت على أن يصبح تلميذاً حقيقياً لآفان.والدها اختفى واعتبر ميتاً تاركاً إياها في مسؤولية إعادة بناء المملكة ومواجهة هجمات ملك الشياطين الأعظم.هي صديقة لداي مع أن التلميحات تشير إلى أن داي يشعر تجاهها بما هو أكثر من هذا.ليونا محنكة بأنواع أختام الميرا والهيادو، على أنها متميزة بمهارات العلاج مثل بيهوما والتي استخدمتها كثيراً أثناء القتال مع باران.لم يسبق لها التتلمذ على يد آفان ولة ن لاحقاً خلال السلسلة تصبح ليونا عضوة من تلاميذ آفان بعد أن ترث علامة آفان الخامسة من فلورا، ملكة كارل.

### الشخصيات الداعمة
- آفان : مؤدي الصوت هيديوكي تاناكا، عمره 31 سنة، آفان دي زينيور الثالث (Avan De Ziniur III) هو البطل السابق الذي هزم ملك الشياطين هيدلر.عندما كان صغيرا كان صديقا لفلورا حاكمة مملكة كارل، وللجنرال لوكا قائد جيش مملكة كارل.دائما ما يظهر نفسه بشكل الأبله من خلف نظاراته السميكة ليخفي قوته الحقيقية عن الجميع.عندما يحاول هيدلر قتل فلورا يقرر آفان أن وقت التخفي قد انتهى وينقذها وينقذ كل المملكة من ملك الشياطين.بعد تلك الهزيمة المؤقتة يذهب آفان في رحلة ليقضي على هيدلر مع لوكا حيث يقابل ليورا والدة مام وماتوريف الساحر القوي وبعد انتصارهم يقرر أن يصبح مدربا لأجيال المستقبل من الأبطال.عندما يعاد بعث هيدلر ويأتي ليقضي على آفان يقون آفان باستخدام ختم التضحية بالنفس ميجانتي ليحمي داي وبراس وبوب.يكشف بعدها أنه لدى آفان تعويذة للحماية أعطته إياها فلورا قامت بحمايته من آثار الميجانتي وحولت السحر عنه.بعد أن بقي على قيد الحياة يقرر أن يزيد مهاراته من أجل أن يكون أكثر فائدة لداي ورفاقه في قتالهم ضد فيرن.
- جوم : مؤدي الصوت توما يومي، جوم مخلوق فريد من نوعه لا مثيل له.كتلة طينية ذهبية اللون وهو أول أصدقاء داي.يقوم جوم بالعديد من المعجزات الصغيرة خلال السلسلة تساعد داي ورفاقه كثيرا.و في النهاية يكشف بأن جوم آلة لتنفيذ الأماني صنعها الرب لتمنح الأماني للناس الطيبين.
- كروكوداين : مؤدي الصون جينجا بانجو، عمره 31 سنة، كروكوداين تمساح ضخم متحور جينياً وهو قائد أعلى لجيش المئة وحش.بعد أن تمت هزيمته من قبل داي وبوب، تأثر بشجاعة بوب وانضم لفريق داي. ما يزال لديه الكثير من الوحوش تحت سيطرته على الرغم من تأثير هيدلر على كل أنحاء العالم.لديه سلاح قوي يدعى فأس التفريغ يسمح له باستدعاء باجي واحد من ساحري الريح المتبقيين، لاحقا يحصل على فأس أكثر قوة من السياف الأسطوري لون بيرك بعد تحطم سيفه في المواجهة الأولى مع فيرن.

## عودة المسلسل (2020)
في 22 ديسمبر 2019 أعلن استديو توي أنيميشن عن عودة المسلسل واعادة إنتاج السلسلة بالكامل وقد بداء عرضه في أكتوبر 2020 م وسيتم كذلك إصدار لعبة جديدة خاصة لنفس السلسلة.

## روابط خارجية
- داي الشجاع على موقع ANN manga (الإنجليزية)